# Горбуниха (Александровский район)
Горбуниха — упразднённая деревня в Александровском районе Владимирской области России.

## География
Находилась в северо-западной части области, в зоне хвойно-широколиственных лесов, на правом берегу реки Каменки, к югу от автодороги 17А-2, на расстоянии примерно 4 километров (по прямой) к востоку от города Александрова, административного центра района.

### Климат
Климат характеризуется как умеренно континентальный, с умеренно тёплым летом, холодной зимой, короткой весной и облачной, часто дождливой осенью. Среднегодовая температура воздуха — +3,4 °C. Годовое количество атмосферных осадков — 549 миллиметров, из которых большая часть выпадает в тёплый период.

## История
В «Списке населенных мест Владимирской губернии по сведениям 1859 года» населённый пункт упомянут как деревня Александровского уезда, расположенная при речке Кашелевке, в 7 верстах от уездного города. В деревне насчитывалось 10 дворов и проживало 60 человек (31 мужчина и 29 женщин).
По состоянию на 1905 год, в Горбунихе имелось 11 дворов и проживало 68 человек. В административном отношении деревня входила в состав Александровской волости.
В советское время входила в состав Ивано-Соболевского сельсовета Александровского района. Решением облисполкома № 1086 от 22 сентября 1965 года объединена с селом Ивано-Соболево.